# Трояновский (посёлок)
Трояновский — опустевший поселок в Севском районе Брянской области в составе Доброводского сельского поселения.

## География
Находится в юго-восточной части Брянской области на расстоянии приблизительно 12 км на юго-восток по прямой от районного центра города Севск.

## История
Упоминается с 1920-х годов. На карте 1941 года отмечен был как поселение с 32 дворами. По состоянию на 2020 год опустел.

## Население
Численность населения: 148 человек (1926 год), 0 в 2002 году, 1 в 2010.